# Déclaration des droits de l'humanité (projet)
Lire en ligne

Avant-projet de texte (18 articles (avril 2015), 
Projet de texte (sept 2015)
et rapport associé (La Documentation Française)

Le projet de Déclaration des droits de l'humanité (DDH) est un projet de déclaration rédigé en 2015 pour être proposé aux États-membres de l'ONU en marge de la COP 21 en décembre 2015 à Paris. Les droits et devoirs de l'Humanité à l'égard d'elle-même et des écosystèmes qui permettent sa vie ou survie sont ici définis comme « le droit pour tous les habitants de la Terre à vivre dans un monde dont le futur n'est pas compromis par l'irresponsabilité du présent ».
En complément des grands textes à vocation universaliste existants, ce projet de déclaration précise les droits fondamentaux de l'Humanité (en reprenant la notion de « famille humaine » introduite par Victor Hugo) et reprise par la Déclaration universelle de 1948. Le projet de texte est une version en français, composée de 16 articles, nécessitant encore d'être approuvé par les membres fondateurs de l'Organisation des Nations unies.
Il met en avant quatre grands principes : la solidarité intergénérationnelle, la « dignité de l'humanité », la « continuité de l'existence de l'humanité », et la « non-discrimination à raison de l'appartenance à une génération », et six droits et six devoirs pour l'humanité (deux autres principes et droits avaient été proposés, mais finalement non retenus car risquant trop d'être refusés par certains États. Le Rapport Lepage les présente néanmoins comme deux « alternatives » : 
1. ) un « principe de non-régression »[3] ;
2. ) un paragraphe relatif aux armes de destruction massive, nucléaires, chimiques et biologiques (car leurs effets différés, sanitaires et/ou environnementaux ; dans l'espace et le temps sont "sans limites")[4]).

Sans véritable portée juridique directe, ce texte aura s'il est adopté une valeur de proclamation de droits. Il pourrait néanmoins être un prélude à des engagements futurs plus fermes ou opposables et le rapport Lepage rappelle qu'une déclaration a une portée opérationnelle modeste, mais effective dès sa publication (alors que le processus de ratification des conventions est souvent long).
Même si l'un des articles concerne la protection de l'atmosphère et des équilibres climatiques, ce texte ne s'inscrit pas directement dans la Cop 21. La France pourrait cependant profiter du grand nombre de chefs d'État qui seront présents à Paris fin 2015 pour le leur présenter, puis éventuellement le faire adopter par l'assemblée des Nations unies en 2016.

## Histoire: Genèse et rédaction
À la fin des années 1970, constatant la dégradation presque générale de l'environnement marin et la menace que cela constituait pour l'humanité future, le Commandant Cousteau avait proposé que l'ONU adopte une « Charte des droits des générations futures ». Ce projet était soutenu par des millions de signatures dans le monde, mais à ce jour seul l’UNESCO s'en est inspirée en produisant 20 ans après (en 1997) sa Déclaration sur la responsabilité des générations présentes à l'égard des générations futures (12 novembre 1997).
En 1989 René-Jean Dupuy (Cité par le rapport Lepage) écrit dans "La clôture du système international"  (PUF, p. 156.) : « Passer de l’homme aux groupes familial,  régional,  national,  international  résulte  d’une  progression  quantitative ;  accéder  à  l’Humanité‚  suppose  un  saut  qualitatif. Dès lors qu’il est franchi, elle doit,elle-même, jouir de droits faute de quoi les hommes perdraient les leurs ».
Puis dans les années 1990-2000, notamment à l'occasion des sommets mondiaux de Rio ou de Johannesburg, des préambules ou thèmes proches avaient émergé, mais non-formulés en déclaration solennelle.
Dans les années 1990, alors que l'industrie agroalimentaire et des biotechnologies réussissait à breveter le vivant, l'UNESCO a proposé (en 1997) de faire reconnaitre le génome humain comme patrimoine commun de l'humanité, via un brouillon de "Déclaration universelle sur le génome humain et les droits de l'homme", adoptée à l'unanimité et par acclamation à la 29e Conférence générale de l'UNESCO, le 11 novembre 1997, puis un an plus tard par l'Assemblée générale des Nations unies.
Au début de 2015, lors de ses vœux aux français, le chef de l’État annonce vouloir proposer à l'ONU une telle déclaration, en marge des négociations de la COP 21 (« La France a été capable, il y a 70 ans, de réunir une grande conférence pour les droits universels de l’homme. Maintenant, nous devons entraîner le monde pour qu’il puisse adopter à son tour une Déclaration pour les droits de l’humanité pour préserver la planète »).
Le 4 juin 2015, le président de la république française (François Hollande) missionne Mme Corinne Lepage (juriste et avocate spécialisée en droit de l'environnement et ancienne ministre de l'environnement dans le gouvernement de Jacques Chirac) pour  « faire  le  point  sur  les  différentes initiatives menées au niveau national et international » concernant la reconnaissance de droits de l’humanité, et préparer « une déclaration des droits de l'Humanité » qui pourraient être signée ou proposée lors de la COP 21. 
C. Lepage construit alors un groupe de travail rassemblant une dizaine d'experts en droit public, des représentants d'ONG et d'anciens ministres de l'Environnement. Ce groupe rédige une proposition qui pourra si elle est adoptée compléter la déclaration des droits de l'homme et du citoyen de 1789, la Déclaration universelle des droits de l'homme de 1948 et la déclaration des droits de l'enfant ou la Convention européenne des droits de l'homme qui définissent des libertés et des droits sociaux pour les personnes, les individus, dans un droit subjectif (c'est-à-dire défendant le sujet, et non l'espèce humaine). La Déclaration universelle de 1948 n'évoque qu'une seule fois « tous les membres de la famille humaine » comme ayant droit à la dignité. Selon François Jullien, cette déclaration donne donc à l'humanité un « statut vaguement métaphorique, allusif, plus rhétorique qu’explicatif », mais sans évoquer les responsabilités intergénérationnelles et donc environnementales qui ne sont apparues comme vitales pour le développement soutenable qu'à partir de la Conférence de Rio de 1992).
Le 28 avril 2015, le CIDCE (Centre international de droit comparé de l'environnement) adopte à Limoges un avant-projet de déclaration (en 18 articles (deux articles seront ensuite supprimés, car ayant peu de chances d'être acceptés par tous les États).
Le 25 septembre 2015 au palais de l'Elysée, Corinne Lepage a remis à François Hollande, le président de la république un rapport de 133 pages contenant notamment une proposition de texte, mais aussi une liste des textes préexistants sur le même thème, ainsi que des explications globales et pour chaque projet d'article et une présentation des procédures possibles pour adopter une telle déclaration. Le Président de la république a souhaité qu'un débat soit engagé à ce propos dans la société civile.
Lors de l'ouverture du Sommet des consciences (en lien avec la publication d'une encyclique par le pape, Irina Bokova (Directrice générale de l’UNESCO, également citée par le rapport Lepage) dit « Aucun individu, aucun État ne peut relever ce défi [du changement climatique ] seul : l’environnement nous connecte avec l’humanité en tant  qu’espèce, et nous fait sentir membres d’une même espèce humaine. Ce sentiment est précisément l’essence de l’humanisme qui me tient à cœur, un humanisme intégral, confronté à des enjeux tangibles et universels ».

## Volonté pédagogique et d'acceptabilité
Le groupe de rédacteur a souhaité que le texte soit clair et puisse être lu et commenté « à différents âges, par des personnes différentes ».
La cohérence du texte et des concepts a été recherchée, « entre les principes, entre les principes les droits et les devoirs, entre les droits et les devoirs, entre les responsabilités des différents acteurs ».
Selon le Rapport Lepage, « la  Déclaration est très certainement acceptable par les Etats, puisque les souverainetés étatiques ne sont pas remises en cause ».

## Portée juridique
La déclaration présente les conditions de la perpétuation durable et saine de la vie humaine sur Terre, et engage les nations à assurer, maintenir ou restaurer ces conditions de survie de l’humanité ; La prise en compte des générations futures, à ce niveau est nouvelle.
Elle fait, selon le Rapport de C. Lepage en sorte que « Les droits de l’humanité servent autant les générations actuelles et futures que la Nature et le vivant en général » 
Une déclaration n'est pas opposable ; elle n'apportera aucune nouvelle obligation juridique, sauf si l'Assemblée générale de l'ONU souhaitait ensuite lui conférer une force supplémentaire en y adossant un pacte ou une convention internationale (A titre de comparaison, en France le Conseil Constitutionnel français n'accorde pas de statut juridique positif à la Déclaration de 1948, mais celle de 1789 est intégrée au bloc de constitutionnalité depuis 1971 ; de même à échelle internationale la Déclaration des droits de l’enfant, a abouti 20 ans plus tard à une Convention des droits de l'enfant.
sa portée juridique est donc assez faible, mais si l'ONU, l'Europe ou des États le souhaitent, ils pourront s'appuyer sur cette déclaration pour produire des textes juridiquement plus forts.
Le projet était de produire un texte « acceptable » par les 195 états des Nations-unies, sans caractère contraignant pour les États qui l’adopteront, mais ayant - comme la Déclaration universelle des droits de l'homme - une forte valeur symbolique et déclarative.

## Nouveautés en termes de contenu ou de portée spatiotemporelle
Depuis longtemps des textes juridiques ont une certaine portée temporelle (en fixant par exemple des objectifs à atteindre, associés à des dates de révision ou des dates butoir telles que 2015, 2020, 2050, etc.).
Ce texte innove néanmoins en associant aux dimensions internationales et de plus en plus multiculturelles des droits de l'homme (déjà ajoutées par l'ONU et l'Europe), une dimension temporelle longue : il ajoute cette temporalité aux contenus des déclarations et convention portant le droit à un environnement sain. Il intègre (pour la première fois aussi clairement) la notion de générations futures et d'espèce humaine, alors que depuis plus d'un siècle, c'était plutôt la notion de communauté internationale qui s'est développée dans le droit international, en évoluant néanmoins peu à peu vers une prise en compte des générations futures, revendication notamment portée par la société civile et certaines ONG.
Ce projet se propose de « poser les droits de l'Humanité", c'est-à-dire "le droit pour tous les habitants de la Terre à vivre dans un monde dont le futur n'est pas compromis par l'irresponsabilité du présent », associant donc des notions de responsabilité trans-temporelle et de protection de l'environnement, de préservation des ressources naturelles ou d’écopotentialité (qui n’étaient pas encore des enjeux perçus ou partagés lors de la rédaction en 1789 des droits de l'Homme, et qui sont restées absentes ou secondaires dans les autres déclarations ou documents de ce type.
Pour Corinne Lepage, ce projet de texte s'inscrit dans une série d'avancées reliant le droit de l'environnement et les droits de l'Homme, les droits des peuples et les droits de l'humanité . Il met en avant un « paradigme d'humanité ». Celui-ci permet à la communauté humaine mondiale « de se penser et se vivre en conscience de partage d’une communauté de destins terrestres ».

Pour l'avocate humanisme juridique intégrant les nouveaux enjeux induits par l'anthropisation croissante et accéléré du monde : enjeux environnementaux et sanitaires globaux et trans-temporels parmi lesquels figure la question du dérèglement climatique.

## Commentaires et critiques
Des commentateurs comme M. Tandonnet (haut fonctionnaire et ancien conseiller de Nicolas Sarkozy) estiment que cette déclaration aurait surtout un objectif moral et que ces nouveaux droits seraient principalement symboliques car « la mise en œuvre de ces droits de l'Humanité paraît difficile à concevoir », notamment faute selon lui de tribunal adapté à représenter les générations futures ou passées . Il voit aussi dans cette déclaration le reflet d'une « impuissance des dirigeants politiques à traiter les difficultés et les enjeux du présent » et se demande si « la France, qui représente 3 % du PIB mondial (contre 4 % en 1960) » est encore légitime pour donner à la planète tout entière « de grandes leçons de morale » ?.
Catherine Le Bris (chercheuse au CNRS/Université Panthéon-Sorbonne) cite Chateaubriand (« il ne faut pas se lasser de réclamer les droits de l'humanité ». Dans le Huffington Post, elle estime que cette déclaration pourrait clarifier la notion encore émergente de droit de l'humanité « sous-jacente à la protection du patrimoine commun de l'humanité, à la répression du crime contre l'humanité ou encore à la pratique de l'intervention d'humanité ». Il existe selon elle un risque que le texte ne soit utilisé que comme élément rhétorique pour cacher des négociations difficiles ou « masquer certaines réalités environnementales ou sociales » et « on sait combien la notion de préoccupation commune à l'humanité dans la Convention sur la diversité biologique ou celle de patrimoine commun de l'humanité dans la Convention sur le droit de la mer ont ainsi pu être vidées de leur sens par le passé », mais ce texte présente néanmoins un riche potentiel, pouvant déboucher sur une organisation mondiale de l'environnement (aussi évoquée par le Rapport Lepage) voire une Cour mondiale de l'environnement.

#### Articles généralistes
- Charte des droits et libertés
- Droits de l'homme
- Droit inaliénable
- Journée internationale des droits de l'homme
- Libertés fondamentales
- Principe de l'égalité des races
- Générations futures
- Universalisme

#### Organisation des Nations unies
- Charte des Nations unies ("Constitution" de l'ONU)

#### Droit international des droits de l'homme
- Convention européenne des droits de l'homme
- Convention américaine relative aux droits de l'homme
- Charte africaine des droits de l'homme et des peuples

#### Déclarations des droits de l'homme et du citoyen
- … de 1789 (la plus connue)
- … de 1793
- … de 1795